# شرميلا فاروقي
شرميلا فاروقي (بالأردوية: شرمیلا فاروقی)‏ (23 يوليو 1975 - ) سياسية باكستانية من كراتشي، عمل مستشارة لرئيس وزراء السند من سبتمبر 2008 حتى 31 يناير 2011. تظهر باستمرار على التلفزيون الباكستاني خلال نشرات الأخبار والبرامج الحوارية والقنوات الإخبارية. وهي حفيدة عقيلي وزير المالية الباكستاني السابق وابنة عثمان فاروقي، وابنة أخت سلمان فاروقي المقرب من الرئيس السابق آصف علي زرداري. حصلت على ماجستير إدارة الأعمال من معهد أدامسون لإدارة الأعمال والتكنولوجيا في كراتشي ودرجة الماجستير في القانون. وعملت في شركة للاستثمار المصرفي في وول ستريت، وحاليا هي مستشارة آصف علي زرداري. تزوجت شارميلا من هشام رياض شيخ في 5 مارس 2015.
قبل الانضمام إلى السياسة مع زعيم حزب الشعب الباكستاني، عملت شرميلا أيضًا في مجال الترفيه. وظهرت في المسلسل الدرامي «بانتشوا موسام» مع إعجاز أسلم وطلعت حسين وعبد الله كدواني وجلاب شنديو.